# Ланкове
Ланко́ве —  село в Україні, у Чернігівській селищній громаді Бердянського району Запорізької області. Населення становить 113 осіб (1 січня 2015). До 2016 орган місцевого самоврядування — Широкоярська сільська рада.
Село тимчасово окуповане російськими військами 24 лютого 2022 року.

## Географія
Село Ланкове знаходиться на берегах річки Бегим-Чокрак, вище за течією на відстані 2 км розташоване село Владівка, нижче за течією на відстані 1 км розташоване село Хмельницьке. Річка в цьому місці пересихає, на ній зроблена загата.

## Історія
Засновано 1839 року як село Ландскроне — «земляна корона». До 1871 року село входило в Молочанський менонітський округ Бердянського повіту. Спочатку поселилося 26 сімей на 2 паралельних вулицях через річку, а в 1840 році переселилося ще 11 сімей, а в 1842 — ще 3 сім'ї. У 1844 році збудували канал шириною 21 метр, який проходив через центр села й запобігав підтопленню будинків. До 1848 року було насаджено 5500 фруктових дерев, а до 1852 року 104905 дерев. Колонія розвивалася швидко і в 1864 році тут у 72 будинках проживало 558 чоловік, функціонували сільське училище, 36 повних, 8 половинних та 34 малих господарств на 3144 десятинах землі. Заняття було типовим — землеробство та скотарство. Розвивалися й промисли. У селі діяв цегельний завод, видобували червоний пісок та глину в балці Семиковшиній на північ від населеного пункту. При будівництві залізничної лінії Федорівка-Царекостянтинівка до села провели вузькоколійку, по якій возили пісок. На початку XX століття в колонії жило 436 меноніта й 51 православний житель. У 1908 році в колонії проживало 518 жителів, працювали млини та магазини. У 1910 році збудували нову церкву розміром 14 на 28 метрів у неоготичному стилі з вікнами готичної форми. У 1913 році в колонії було 600 жителів і відкрито центральне училище. 
7 (20) листопада 1917 року, відповідно до Третього Універсалу Української Центральної Ради, увійшло до складу Української Народної Республіки.
Громадянська війна внесла розлад у життя колонії. Частина жителів загинула, значна частина емігрувала до Канади та США. За радянської влади село зазнало двох голодоморів і було колективізоване. У 1930 році утворився колгосп ім. ОГПУ. У період колективізації в колонії було розкуркулено 20 господарств. У період сталінських репресій 131 житель села був репресований, майже всі вони загинули в радянських таборах. З початком війни в 1941 році решта чоловіків здатних нести зброю призвана до лав Радянської армії та репресована, більшість з них загинула в таборах. Під час відступу гітлерівці забрали з собою німецькомовне населення. У 1945 році перейменоване в село Ланкове. Село відбудовувалося й заселялося жителями навколишніх сіл та переселенцями з Західної України.
12 червня 2020 року, відповідно до Розпорядження Кабінету Міністрів України від  № 713-р «Про визначення адміністративних центрів та затвердження територій територіальних громад Запорізької області», увійшло до складу Чернігівської селищної громади.
19 липня 2020 року після ліквідації Чернігівського району село увійшло до Бердянського району.
22 червня 2023 року рішенням Національної комісії зі стандартів державної мови віднесено до списку населених пунктів, які «можуть не відповідати лексичним нормам української мови», зокрема стосуватися «російської імперської чи колоніальної політики». Громаді рекомендовано обґрунтувати доцільність збереження поточної назви або запропонувати нову назву в установленому законодавством порядку.

## Населення

### Мова
| українська мова | російська | болгарська |
| --------------- | --------- | ---------- |
| 92.52%          | 6.80%     | 0.68%      |